# Dassault Mirage F1
Pour les articles homonymes, voir F1.
Le Dassault Mirage F1 est un avion militaire conçu et construit en France par Dassault. Il se distingue des autres avions de la famille des Mirage par l'utilisation d'une aile en flèche, au lieu d'une aile delta. Décliné en version de reconnaissance et version d'attaque, il a été construit à plus de 700 exemplaires, utilisés par onze pays différents. Les Mirage F1 français ont réalisé leur dernier vol à l'occasion du défilé militaire du 14 juillet 2014, néanmoins à cette date, l'avion reste encore en service dans d'autres pays.

## Conception
En 1963, l'Armée de l'air française émet une demande pour un avion multirôle, capable aussi bien de missions d'interception à vitesse supersonique que de pénétration à basse altitude par tous les temps. Elle demande également un rayon d'action supérieur à celui du Mirage III et exige que l'avion puisse utiliser des pistes courtes ou des terrains rudimentaires, avec une vitesse d'approche inférieure à 140 nœuds (260 km/h). Ces spécifications sont très proches du projet MRCA qui va donner naissance au Panavia Tornado, mais auquel la France décide finalement de ne pas participer.
De son côté, Dassault commence aussitôt à travailler sur un projet désigné Mirage III F, appareil équipé d'un réacteur américain Pratt et Whitney TF-106 et d'une aile en flèche dotée de dispositifs hypersustentateurs réduisant la vitesse de décrochage. En effet, l'aile delta utilisée jusqu'ici sur les Mirage III impose des vitesses trop élevées lors de l'atterrissage. En 1965, trois prototypes d'une version biplace désignée Mirage III F2 sont commandés.
Le premier prototype, propulsé par un Pratt & Whitney TF30, fait son vol inaugural le 12 juin 1966. À la fin de l'année, il a démontré sa capacité à atteindre Mach 2 et à atterrir en moins de cinq cents mètres. En parallèle, Dassault a fait réaliser une version monoplace plus petite et équipée du même réacteur que le Mirage IV : l'Atar 9 K. Désigné Mirage F1 01, l'avion fait son premier vol le 23 décembre 1966, piloté par René Bigand, chef pilote de Dassault. Début janvier 1967, lors de son quatrième vol, il atteint Mach 2. Le 18 mai 1967, au cours d’un vol à basse altitude et à grande vitesse, les empennages horizontaux du Mirage F1 01 se détachent à la suite d’un phénomène de vibration divergent appelé « flottement ». L’avion percute le sol près de Fos-sur-Mer. René Bigand décède.
Malgré les bonnes performances du Mirage III F2 et du Mirage G à géométrie variable qui en est dérivé (premier vol effectué le 18 novembre 1966), le budget de l'Armée de l'air ne permet pas de financer ces projets. Finalement, seul le programme du Mirage F1 est retenu, avec la commande de trois avions de présérie :
- Le Mirage F1 02 équipé d'un réacteur Atar 9 K 31 (premier vol le 20 mars 1969, piloté par Jean-Marie Saget) ;
- Le Mirage F1 03 équipé du réacteur définitif Atar 9 K 50 (premier vol le 18 septembre 1969) ;
- Le Mirage F1 04 équipé du système d'arme définitif (premier vol le 17 juin 1970, piloté par Alain Trétout).

Le premier avion de série décolle le 15 février 1973 et est livré un an plus tard.
L'avion est alors vu par l'Armée de l'air française comme une machine de transition entre le Mirage III et le futur ACF "super mirage" biréacteur. Tant et si bien qu'aucune version biplace d'entrainement n'est réclamée dans un premier temps.
En 1973, Dassault construit un exemplaire d'une version E pour « Europe », avec projet pour 2 exemplaires : 1 pour le test du réacteur M53-02 et 1 pour le test du système de navigation et d'attaque. Ce Mirage F-1E participa au Marché OTAN de 1973. Il était équipé d'un réacteur Snecma M53.

## Mise en service et évolutions
Le Mirage F1 C entre en service dans l'Armée de l'air fin 1973 au sein de l'escadron de chasse 2/30 Normandie-Niémen stationné sur la base aérienne 112 Reims-Champagne, où les premiers F1 C se posent le 20 décembre. Il faudra au total huit ans pour que se termine la transformation des escadrons composant la 30e escadre de chasse (basée à Reims), la 5e escadre de chasse (basée à Orange) et la 12e escadre de chasse (basée à Cambrai), sans oublier l'escadron de chasse 1/10 Valois transféré à Reims en 1985 pour intégrer la 30e escadre de chasse.
Rapidement, de nouveaux volets sont installés pour améliorer la manœuvrabilité de l'appareil en combat aérien. Un détecteur d'alerte radar de type BF matérialisé par deux capteurs, est ajouté au sommet de la dérive à partir du F1 C no 79. Enfin, à partir du numéro de série 202, une perche de ravitaillement en vol est montée en série (le 201 étant le no 1 modifié). Cette perche est fixe.
Initialement, le seul armement disponible est le missile air-air à moyenne portée Matra R530. À la fin des années 1970, arrivent les Matra R550 Magic – missiles à courte portée alors installés sur des rails montés en bout d'aile – et le Matra Super 530 F, version nettement améliorée du Matra R530. Celui-ci, combiné au radar Cyrano IV, permet d'aller chercher une cible hostile volant à Mach 3 (3 140 km/h) à 60 000 pieds avec un dénivelé de plus 10 000 pieds par rapport à l'intercepteur.
Plusieurs versions font peu à peu leur apparition :
- Le Mirage F1 A, appareil monoplace d'attaque diurne destiné à l'export, équipé d'un radar Aïda II, d'une perche de ravitaillement en vol rétractable et d'un système de navigation et d'attaque par temps clair comprenant en particulier un télémètre radar. L'avion emporte plus de carburant interne que le Mirage F1 C ;

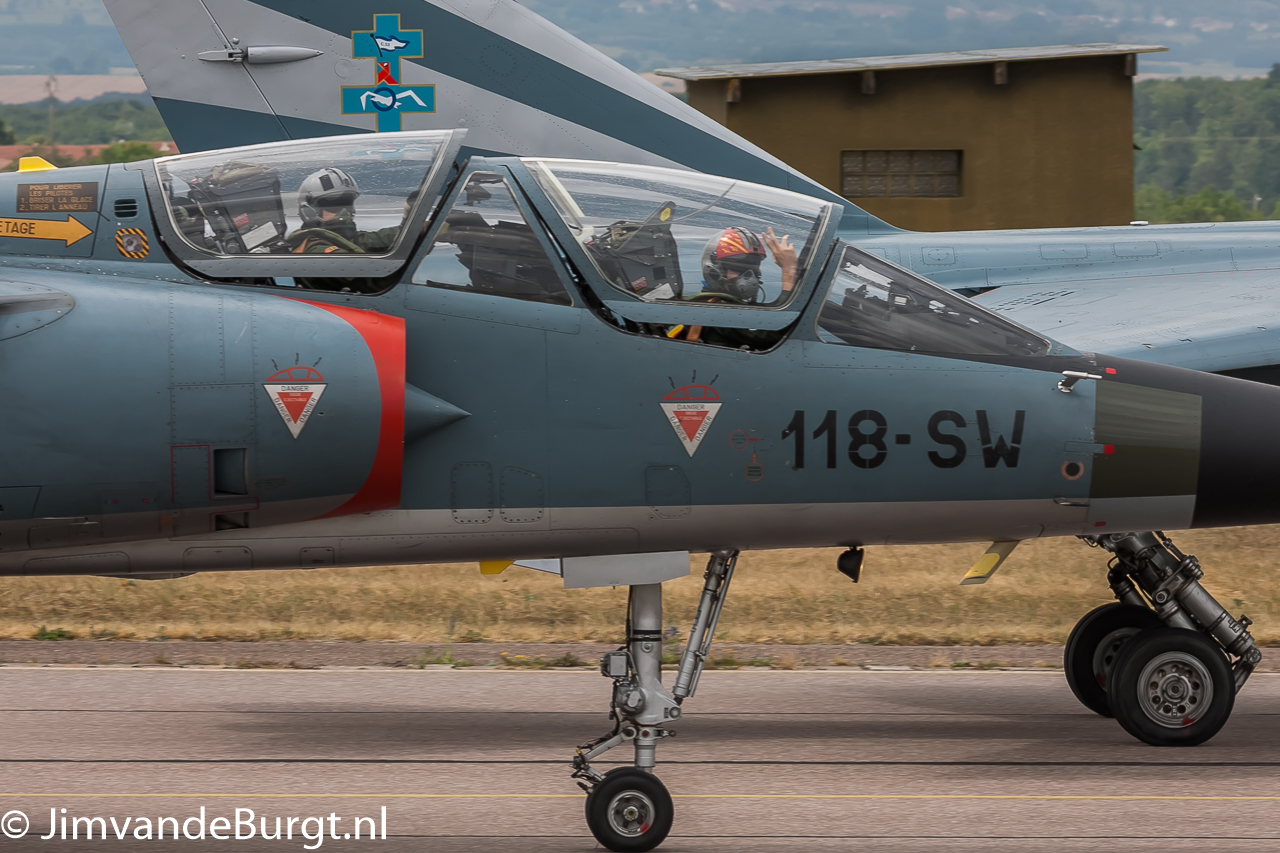
Vue de l'avant d'un Mirage F1B français sur la base aérienne 112 en 2014. Les deux postes de pilotages sont visibles.

- Le Mirage F1 B, appareil biplace d'entraînement allongé de trente centimètres pour permettre l'installation d'un second siège, avec capacité en carburant réduite et les canons de 30 mm supprimés ;
- Le Mirage F1 CR, appareil monoplace de reconnaissance tactique destiné à remplacer les Mirage III R et RD. Le canon droit est remplacé par un capteur infrarouge. L'avion dispose d'un emplacement sous le nez pour une caméra panoramique (Oméra 40) ou verticale (Oméra 33), d'un nouveau système de navigation et d'attaque, d'un radar modifié Cyrano IVMR, ainsi que toute une série de pods externes de reconnaissance (caméras, radars, etc.). Le prototype fait son premier vol le 20 novembre 1981 et l'avion entre en service en juillet 1983. Les derniers Mirage F1 CR de l'escadron 2/33 Savoie sont retirés du service le 13 juin 2014[3], ce qui marque le retrait définitif du Mirage F1 de l'armée de l'air française ;

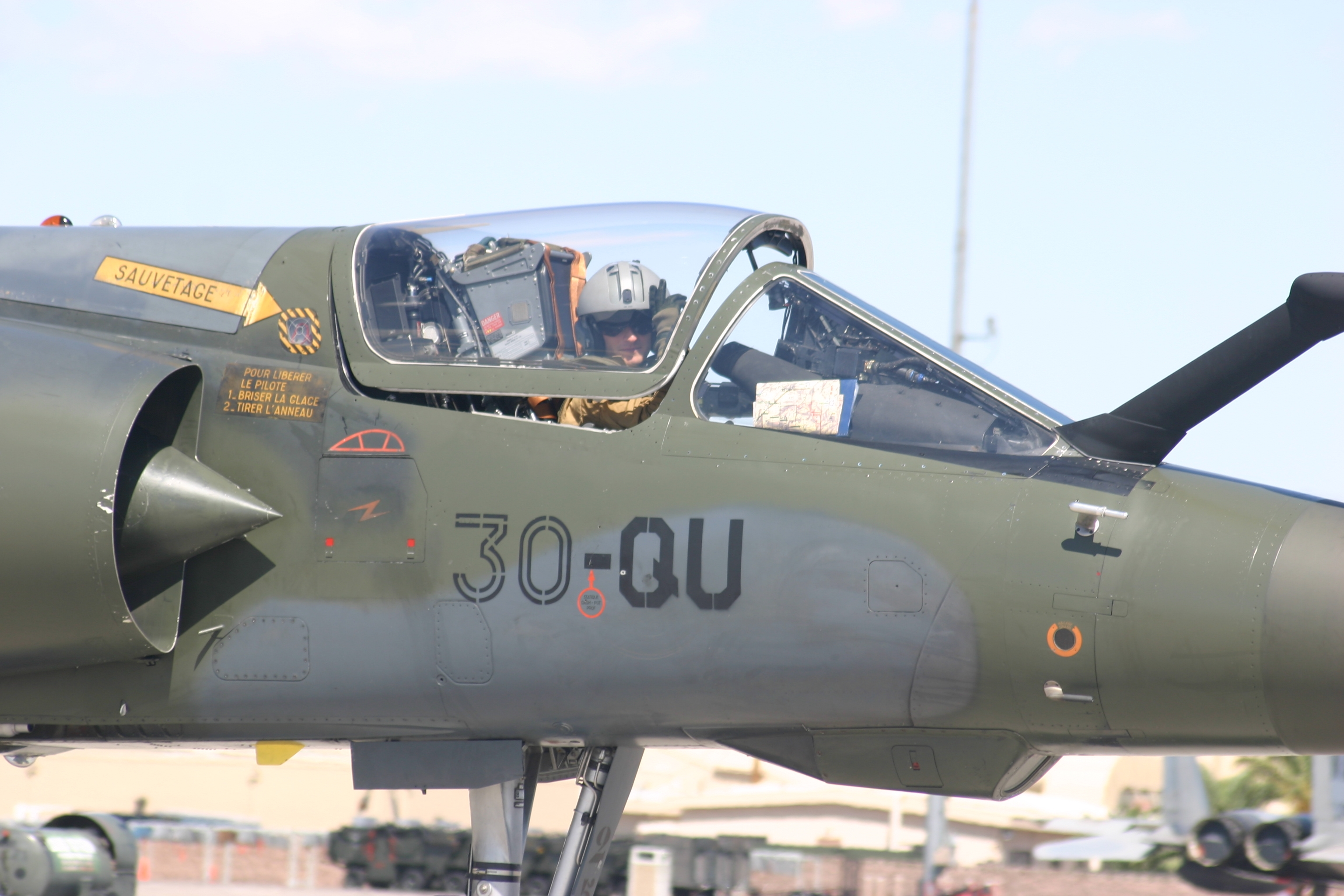
Vue de l'avant d'un Mirage F1-CT de la 30e escadre de chasse à Nellis AFB en 2008. Le désignateur laser est visible sous le poste de pilotage, à l'avant du train d'atterrissage.

- Le Mirage F1 CT, appareil monoplace d'assaut tactique destiné à remplacer les Mirage IIIE et Mirage 5F. Il s'agit en fait de Mirage F1 C arrivés à mi-vie (3 000-3 500 heures de vol) et rendus disponibles par l'arrivée du Mirage 2000[4]. Les modifications ont concerné l'ajout d'un télémètre laser dans un carénage sous le nez, d'un nouveau détecteur d'alerte radar Sherloc, de lances-leurres infrarouges Corail et un nouveau siège éjectable. Le système électrique est entièrement remplacé et l'électronique de bord modernisée pour les protéger des interférences électromagnétiques, tandis que la suppression du canon gauche permet par la suite l'installation de deux petites caméras. En tout, cinquante-cinq Mirage F1 C seront convertis en F1 CT, les premiers entrant en service en 1992. Les derniers appareils rétrofités sortent de l'AIA de Clermont-Ferrand le 26 mars 1996[4]. Les quatre derniers sont retirés du service entre le 20 septembre et octobre 2012[5]. Le dernier vol d'un Mirage F1 CT dans l'armée de l'air ayant lieu le 16 octobre 2012 par le no 226[6].

Les Mirage F1 sont exportés en Afrique du Sud dès 1974 puis en Grèce (1975), en Espagne (1976), etc. Au total, onze pays se portent acquéreurs de cet avion et il était encore en service dans la grande majorité d'entre eux en 2006. Différents programmes de modernisation ont eu lieu de façon indépendante dans certains de ces pays. Certains Mirage F1 vendus à l'export sont capables de tirer le missile américain AIM-9 Sidewinder, équivalent au R550 Magic II français.
À la fin des années 1990, l'Espagne a lancé un programme de modernisation de ses Mirage F1 (amélioration des performances du radar et mise à niveau de l'avionique), dont la réalisation a été confiée à Thomson-CSF. Cette opération a également permis de remettre tous les avions au même standard, ce pays disposant en effet de 2 versions différentes (F1 CE pour l'interception pure et F1 EE aux capacités air-sol améliorées) et ayant racheté quelques F1 C à la France soit un total de 93 appareils.

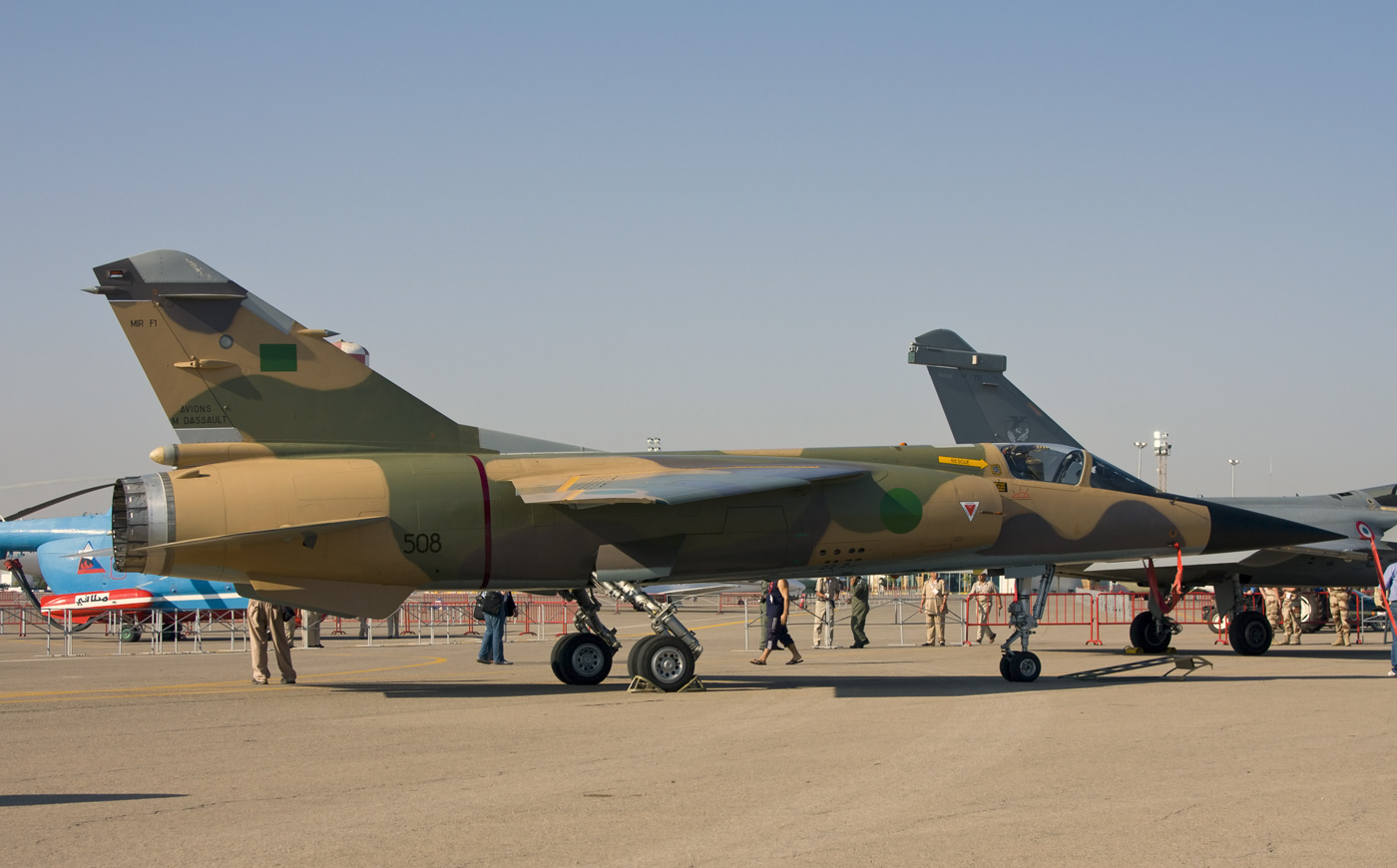
Un des 4 Mirage F1ED libyen remis en état de vol, vu en octobre 2009. Il s'agit d'un des deux avions qui se réfugieront à Malte.

En 2006, le Maroc a signé un contrat avec Astrac pour la modernisation de 27 Mirage F1, : mise à niveau de l'avionique et du poste de pilotage, nouveau radar, nouveaux équipements d'autoprotection, capacité d'emport de missiles MICA et de l'armement air-sol modulaire (AASM). Cette modernisation se termine en 2011, et est associée à un renommage des appareils en Mirage F1 MF2000.
La Libye a signé fin 2006 un contrat de remise en état de vol de 12 de ses avions. Selon le quotidien français Marianne ce contrat, confirmé fin 2007 lors de la visite du colonel Kadhafi à Paris, de « simple remise en état de vol » (et non de modernisation) des Mirage F1 libyens a été conclu. Le contrat est attribué à Dassault et d'autres entreprises et porte sur un montant d'un peu plus de 100 millions d'euros. Il s'agit de permettre à ces 12 Mirage F1 de reprendre l'air, sur les 32 qui avaient été livrés par la France dans les années 1970 mais dont la plupart avaient disparu. Trois ans plus tard, seuls 4 avions ont été remis en état de vol sur les 12 prévus, et 2 d'entre eux se réfugient à Malte au début de la guerre civile libyenne.

## Engagements
Prospects
Bien avant avant sa mise en service, le Mirage F1 bénéficia de l'aura et de la communauté de client de son prédécesseur le Mirage III et suscita l’intérêt de plusieurs pays notamment Israël (processus arrêté à la suite de l'embargo de 1967) et la Belgique (sélection du F-16 lors du "contrat du siècle").  

### Afrique du Sud
Les appareils sud-africains ont été utilisés de 1978 à 1982 durant le conflit frontalier avec l'Angola. Deux MiG-21 angolais ont été abattus par un F1 CZ. Un F1 CZ a été touché par un missile sol-air angolais puis réparé en utilisant des éléments d'un avion hors-service.

### Équateur
Le 10 février 1995, des Mirage F1 équatoriens ont abattu deux Su-22 péruviens, lors de la guerre du Cenepa.

### France

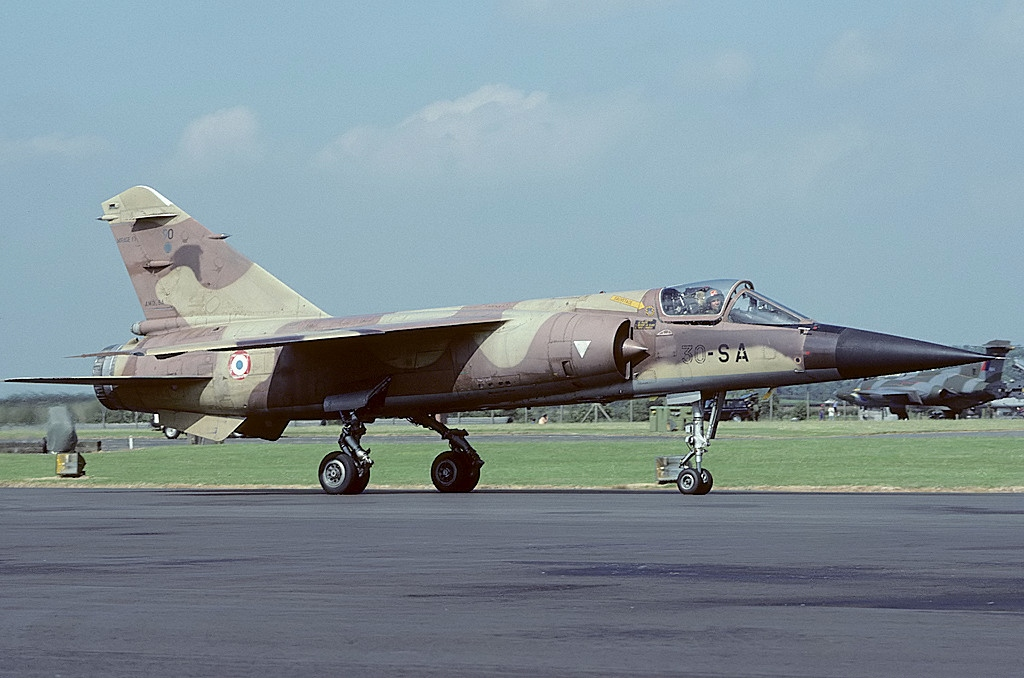
Un Mirage F1C de la 30e Escadre de Chasse arborant le camouflage généralement utilisé pour les missions en Afrique, vu ici en juillet 1993.

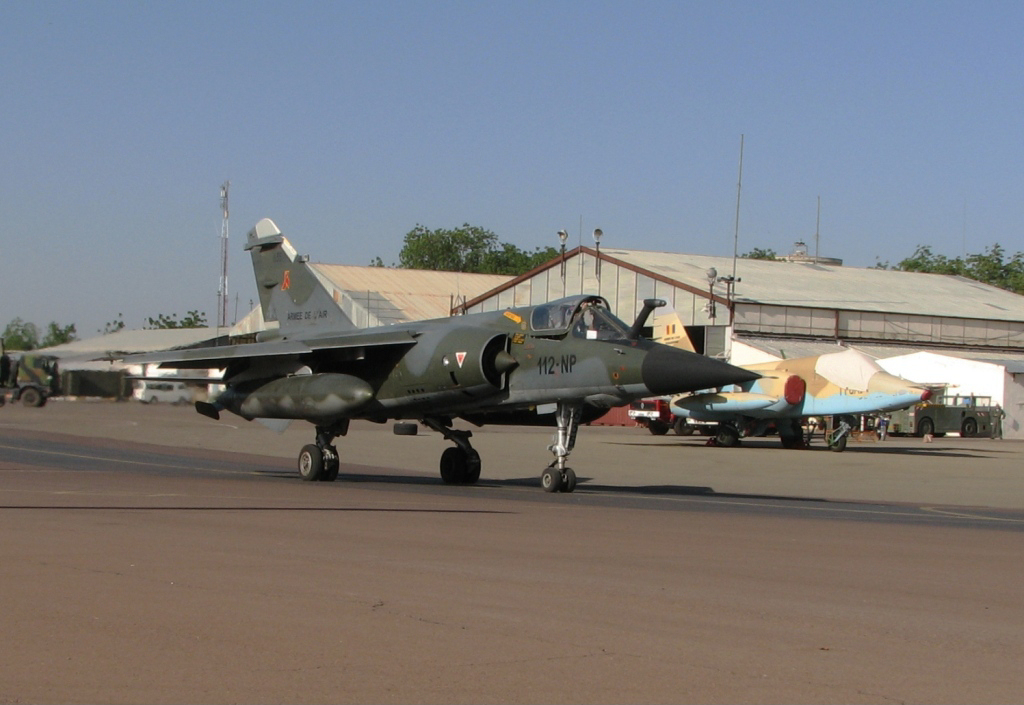
Un Mirage F-1CR français déployé sur l'aéroport de N'Djaména fin 2009.

L'armée de l'air française a engagé ses Mirage F1 sur plusieurs théâtres d'opérations, du Tchad dans les années 1980 (le 19 février 1986, un Mirage F1 de l'armée de l'air aurait abattu un Tupolev Tu-22 libyen à 110 km de N'Djaména,) à la guerre d’Afghanistan et l'intervention militaire en Libye de 2011, en passant par la guerre du Golfe (1990-1991) où ces avions furent cependant en retrait dans un premier temps, car l'Irak disposait des mêmes appareils et l'on risquait donc des confusions malheureuses. En revanche, avant le déclenchement de l'opération Tempête du désert, les États-Unis demandèrent à la France de pouvoir tester en conditions de combat aérien et attaque air-mer les capacités des Mirage F1 vendus à l'Irak. Deux avions de type F1 EQ, similaires aux appareils irakiens, demeurant la propriété de Dassault Aviation car ils n'avaient pas encore été livrés à l'Irak avant l'embargo, furent utilisés pour ces combats aériens simulés, contre de nombreux avions de combat de l'US Air Force ou de l'US Navy. Les pilotes américains découvrirent alors les grandes capacités de ces appareils monoréacteurs, à l'équipement de guerre électronique très sophistiqué, et apprirent à s'en méfier,.
Début mars 2007, des Mirages F1 basés à N'Djaména ont effectué des missions d'appui feu en République centrafricaine en soutien des troupes françaises lors de la reconquête de la ville de Birao.
Le 20 avril 2011, deux Mirage F1 français engagés dans l'intervention militaire en Libye à court de carburant ont atterri d'urgence à Malte pour se réapprovisionner. Ils sont repartis au bout de deux heures après s'être ravitaillés. Le 23 avril 2011, deux Mirage F1 (dont un ayant atterri le 20 avril) ont effectué un atterrissage d'urgence à Malte en raison d'une panne du système hydraulique de l'un d'eux.
En janvier 2013, deux Mirage F1CR ont été employés au Mali lors de l'opération Serval pour des missions de reconnaissance et de bombardement dans le cadre de la résolution 2085 du Conseil de sécurité des Nations unies.

### Irak
Le Mirage F1 a été engagé par l'Irak au cours de la guerre Iran-Irak, période au cours de laquelle il remporta plusieurs victoires aériennes, notamment contre des F-4, F-5 et F-14 de l'armée de l'air iranienne, la première victoire étant sur un F-4 “Phantom” en décembre 1981. À l'inverse, plusieurs Mirage F1 irakiens ont été abattus par des F-14 iraniens,. Un F-100F Super Sabre turc a été abattu le 17 septembre 1983 par un missile Matra R530 à la suite d'une violation de frontière. Les Mirage F1 Irakiens vont également se distinguer dans des attaques de précision avec le missile AS-30 Laser. En particulier contre les cibles de hautes valeurs comme les installations pétrolières de l'ile de Kharg (aout 1986), le viaduc de Ghotour (juillet 1986) ou le chantier de la centrale nucléaire de Bouchehr (novembre 1987). Les avions irakiens ont également effectué des attaques anti-navires avec des Exocet, touchant plusieurs pétroliers. L'attaque, le 17 mai 1987, d'un bâtiment américain, l'USS Stark (officiellement, une erreur de tir) attribuée à un Mirage F1 EQ 5 aurait été en réalité effectuée par un Falcon 50 modifié. Au total, 46 Mirage F1 ont été perdus par l'Irak pendant cette guerre, dont 32 abattus par des F-14.
Plusieurs Mirage F1 irakiens ont été abattus durant la guerre du Golfe (1990-1991), d'autres se sont réfugiés en Iran et figurent maintenant dans l'arsenal de l'armée de l'air iranienne.

### Libye
Le 21 février 2011, deux pilotes de chasse libyens ayant fait défection ont atterri à Malte pendant la révolte libyenne de 2011.

### Maroc
Dans les années 1980, le Maroc a utilisé ses Mirage F1 dans des missions d'appui contre les forces du Front Polisario, durant la guerre du Sahara occidental où ils en perdirent lors de la bataille de Mahbès, lors de l'Attaque de Boujdour en février 1980, et la bataille d'Amgala. Il a actuellement 27 appareils.

## Variantes

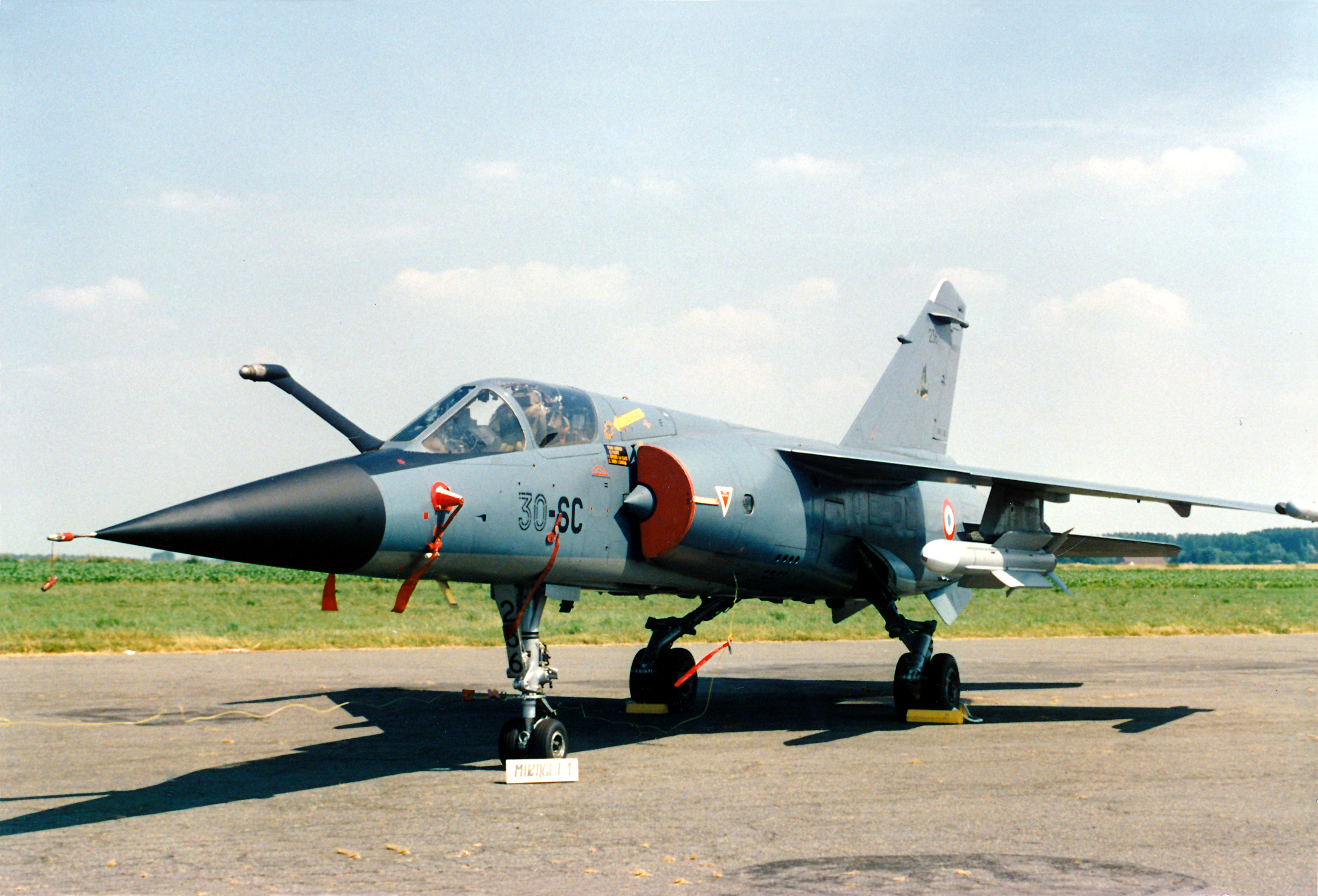
Dassault Mirage F1C-200 exposé au meeting aérien international de juin 1989 à Chièvres (Belgique).

Les principales versions du Mirage F1 sont les suivantes :
- Mirage F1 A : appareil d'attaque de jour ;
- Mirage F1 B : biplace d'entraînement ;
- Mirage F1 C : monoplace d'interception avec ou sans perche de ravitaillement en vol (s'il a une perche de ravitaillement, c'est un C-200);
- Mirage F1 CR : version modifiée pour la reconnaissance tactique ;
- Mirage F1 CT : version modifiée pour l'attaque au sol (55 F1 C-200 ravitaillables en vol convertis pour l'Armée de l'air au début des années 1990) ;
- Mirage F1 D : version d'export du Mirage F1 B ;
- Mirage F1 E : Mirage F1 C disposant de capacités air-sol améliorées destiné à l'export ;
- Mirage F1 R : version d'export du Mirage F1 CR.

Dans la pratique, la désignation des versions d'export – dont l'équipement varie d'un pays à l'autre – est assez confuse, car certains avions appelés Mirage F1 A sont en fait des Mirage F1 E ou inversement. De plus, la désignation comporte une ou deux lettres supplémentaires par pays, qui peuvent être placées soit avant soit après la lettre désignant la version. Ainsi, par exemple, l'Équateur a reçu des Mirage F1 JA qui sont en fait des Mirage F1 E modifiés et non des Mirage F1 A, et les Mirage F1 CK du Koweït sont plus proches du Mirage F1 E que du Mirage F1 C.

## Pays utilisateurs
- Un Mirage F1AZ vu lors d'un ravitaillement en vol Afrique du Sud (~ 20 + 4)

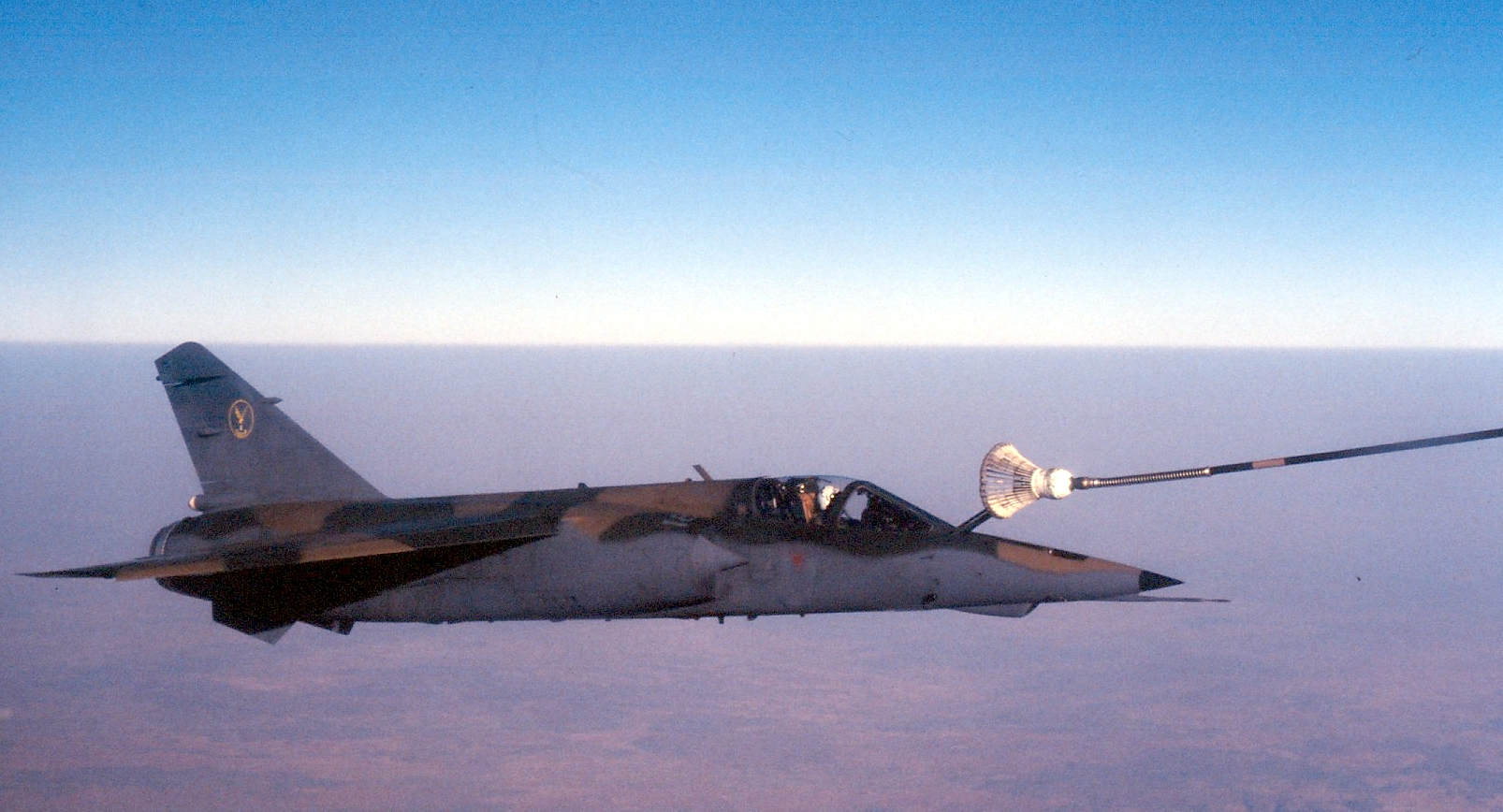
Un Mirage F1AZ vu lors d'un ravitaillement en vol

  - Paramount Group : Cette entreprise a repris une vingtaine de Mirage F1-CZ et Mirage F1-AZ de la force aérienne sud-africaine. En octobre 2017, quatre Mirage F1B, ayant appartenu à l'Armée de l'air française, sont vendus pour environ 2 millions d'euros dans le but de posséder des avions permettant la formation de pilotes de chasse et de jouer le rôle d'agresseurs. Ces avions serviront, entre autres, à la formation des pilotes de chasse congolais et gabonais[28],[29].
- Congo (2)
  - Armée de l'air de la république du Congo - 2 Mirage F1AZ ex-Afrique du Sud sont reçus en 2010.
- Gabon (8)
  - Armée de l'air gabonaise - 8 Mirage F1AZ ex-Afrique du Sud sont livrés deux par deux en 2006, 2007 puis 2010, par la société Aerosud après remise en état opérationnel.
- États-Unis
  - Airborne Tactical Advantage Company (ATAC, filiale de Textron Airborne Solutions) : 63 cellules de Mirage F1CT, F1CR et F1B, ainsi que 6 millions de pièces détachées dont environ 150 réacteurs Atar 9 K 50 achetés le 4 juillet 2017 pour environ 21 millions d'euros. La remise en état de vol coûterait environ 3 millions d'euros par avion[30]. L'entreprise ATAC souhaite faire revoler entre 30 et 45 appareils[30] démilitarisés (retrait des détecteurs d’alerte, lance-leurres, caméras et canons) par la SABCA, afin de les mettre en conformité avec le registre de la FAA, qui leur délivre une immatriculation civile à partir de 2018[31]. Pendant cette seconde vie, d'une durée estimée de dix à quinze ans, les F1 devraient effectuer entre 200 et 250 heures de vol par an pour simuler des agresseurs[32]. Le premier vol d'un avion remis en état, le Mirage F1B no 502 ré-immatriculé N601AX, a eu lieu le 23 août 2019[33].
  - Draken International : achat de 22 Mirage F1M et F1B ex-espagnols en septembre 2017 pour un montant non-précisé. Ils ont le même rôle que ceux d'ATAC[34],[35]. C'est la société sud-africaine Paramount Aerospace Systems est chargée de la remise en état de vol de ces appareils[36]. Aucun de ces avions n'avait encore repris l'air mi-2019. A partir d'avril 2020,  Draken importe 25 anciens Mirage F1CJ, DJ et EJ de la Force aérienne royale jordanienne][37].

- Iran (13)

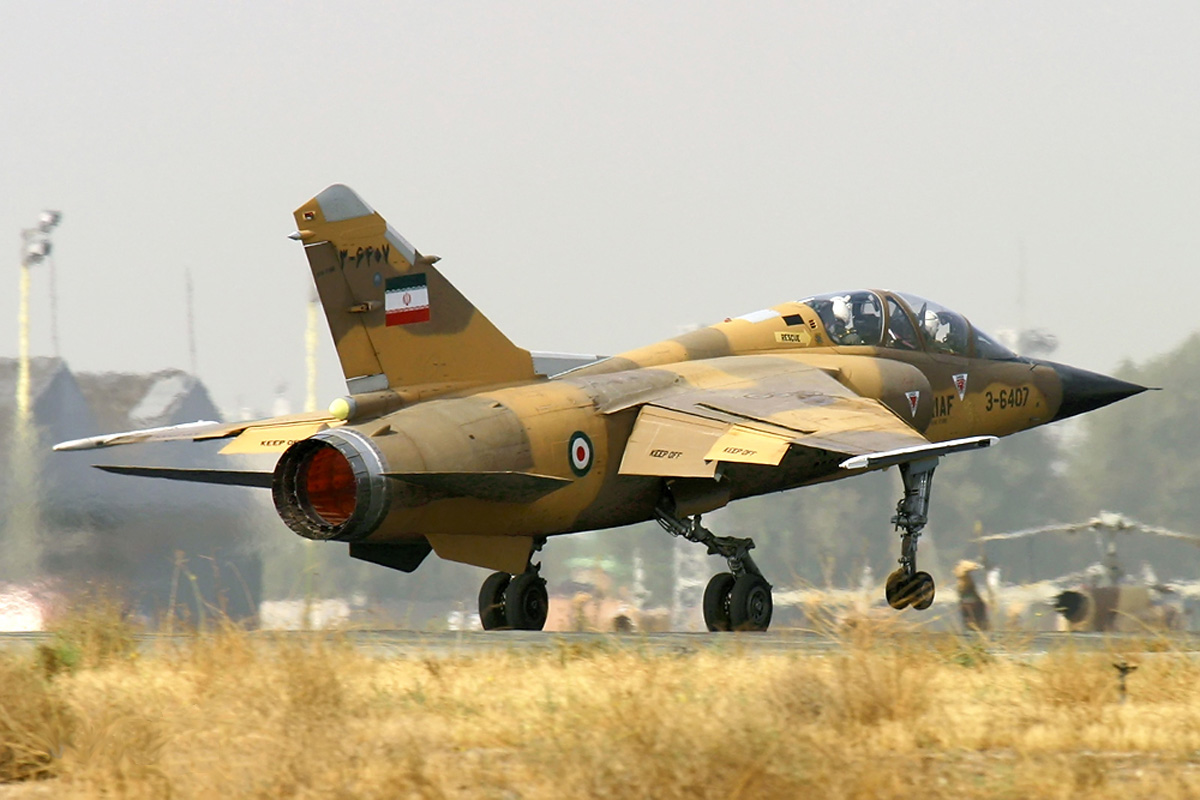
Mirage F1BQ de la force aérienne de la république islamique d'Iran en septembre 2009.

  - Force aérienne de la république islamique d'Iran - En 1991, au cours de la guerre du Golfe, 18 Mirage F1EQ et 6 BQ irakiens fuient vers l'Iran afin d'échapper à la campagne de bombardement de la coalition. Ces avions sont saisis et utilisés par les iraniens à titre de "réparation" pour la guerre Iran-Irak. En 2017, l'Iran comptait 4 biplaces (BQ) et 9 monoplaces (EQ).
- Libye (4)
  - Force aérienne libyenne - À partir de 1976, la Libye reçoit un total de 38 avions (18 F1-AD d'attaque au sol et de reconnaissance, 6 F1-BD biplaces et 18 F1-ED de défense aérienne). Le 21 février 2011, deux pilotes libyens, après avoir défié l'ordre de bombarder des manifestants, font défection en volant à bord de leur Mirage F1-ED (502 et 508) jusqu'à Malte, afin de demander l'asile politique. 6 appareils opérationnels en 2023 dont un Mirage F1-AD, un Mirage ED et deux Mirage BD en service selon flightglobal[12],[38],[39],[40],[41].
- Un Mirage F1CH en vol. Maroc (26)

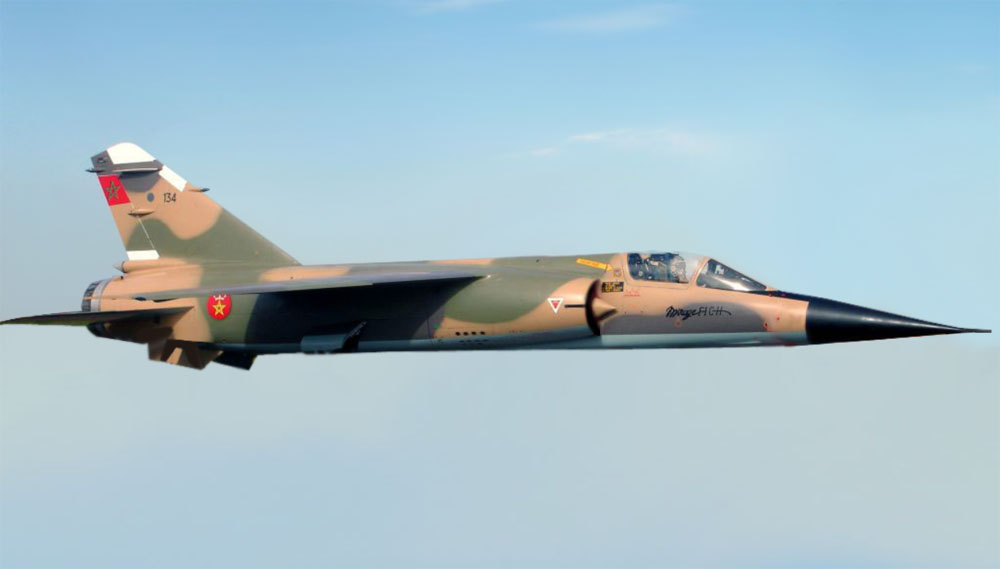
Un Mirage F1CH en vol.

  - Forces royales air marocaines - À partir de 1980, 50 appareils sont réceptionnés par l'armée marocaine : 30 Mirage F1-CH, 14 Mirage F1-EH et 6 Mirage F1-EH-200. Dès leurs réceptions, le Maroc engage ses appareils contre les forces du Front Polisario, durant la guerre du Sahara occidental. De 2006 à 2011, 27 appareils sont modernisés au standard Astrac[8],[9] en vue de les conserver en service encore plusieurs années. Un appareil est perdu en 2015 lors d'un accident. En 2017, seuls 26 appareils étaient opérationnels au sein de l'aviation marocaine.

### Anciens utilisateurs
- France
  - Armée de l'air - Un total de 246 avions ont été réceptionnés par l'armée française à partir de 1973 : 20 Mirage F1-B biplaces, 160 Mirage F1-C de défense aérienne dont 55 furent transformés en Mirage F1-CT d'attaque au sol à partir de 1988, et 64 Mirage F1-CR de reconnaissance. Ils furent déployés sur de nombreux théâtres d'opérations jusqu'en 2013. Les derniers Mirage F1 français sont retirés du service actif le 13 juin 2014 et effectuent leur dernier vol à l'occasion de la cérémonie du 14 juillet 2014[3]. Ils sont aujourd'hui remplacés par les Mirage 2000 et Rafale. Après leur retrait de l'armée de l'air, ils sont conservés sous cocon sur l'ancienne base aérienne de Châteaudun jusqu’à leur vente fin 2017. Un exemplaire a été mis à disposition du musée de l'aviation de WARLUIS dans l'Oise : le Mirage F1CT no 253, immatriculé 132-QU, qui a été livré le 22 septembre 2020. Ses insignes sont ceux de l'escadrille NORMANDIE NIEMEN.

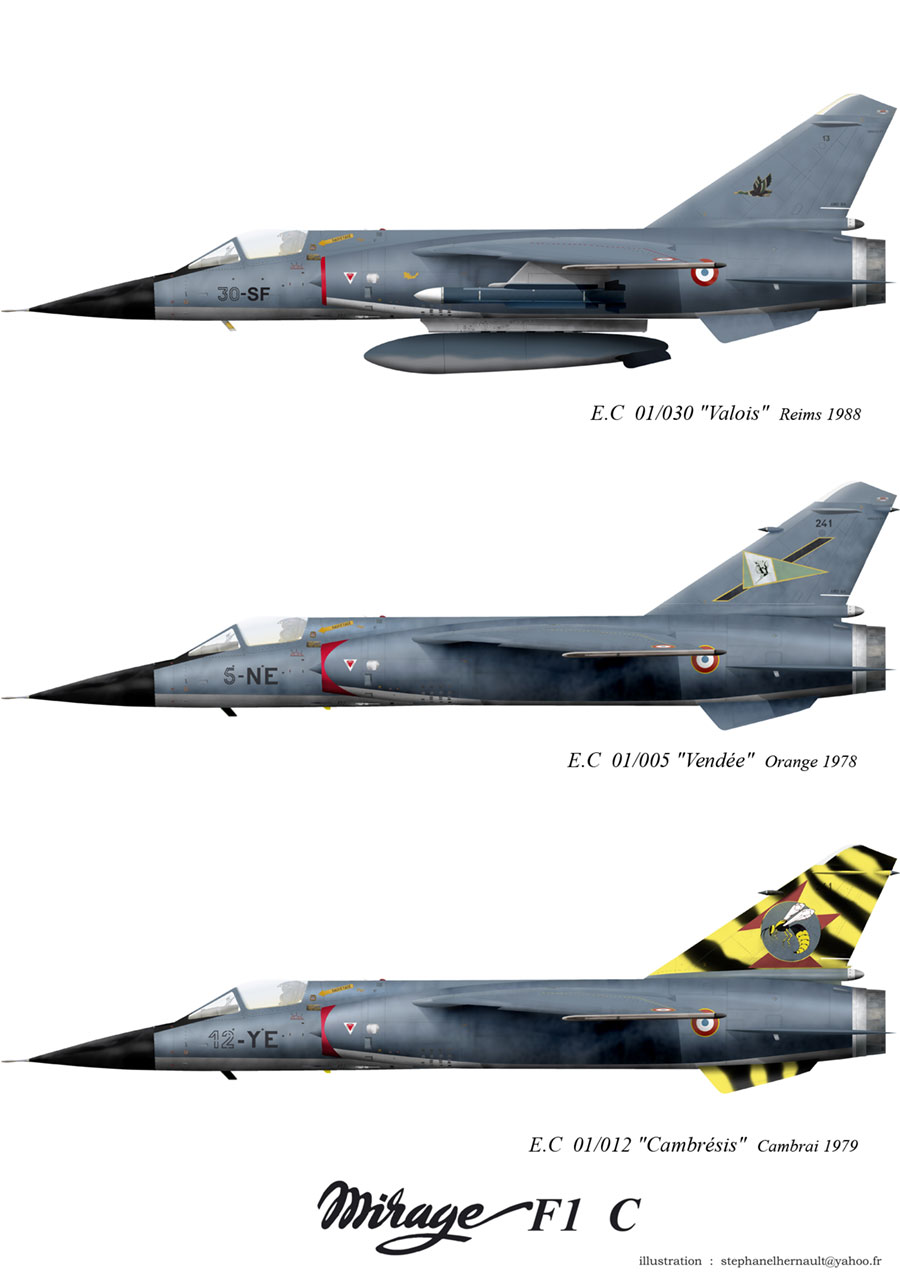
Mirage F1C Armée de l'air
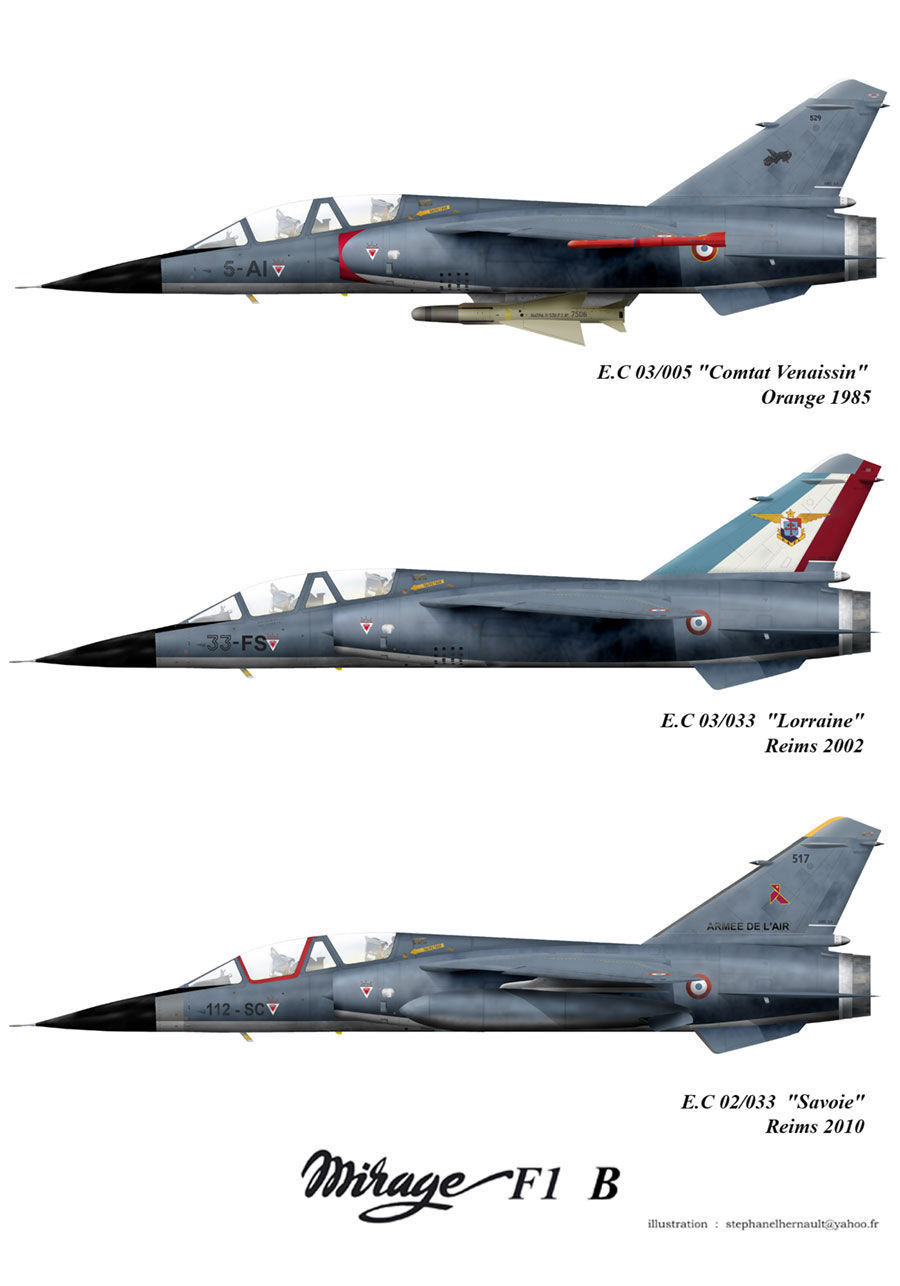
Mirage F1B Armée de l'air
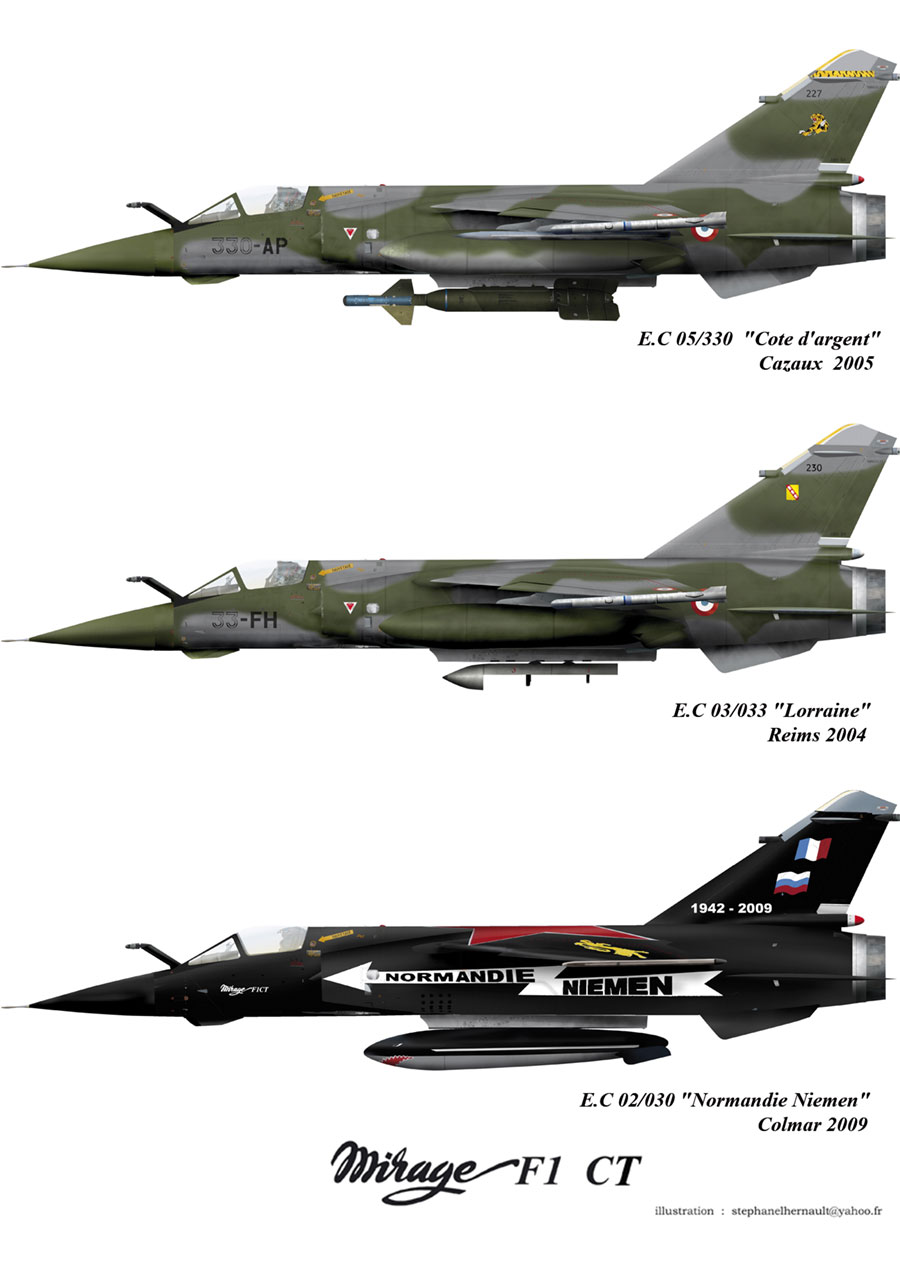
Mirage F1CT Armée de l'air
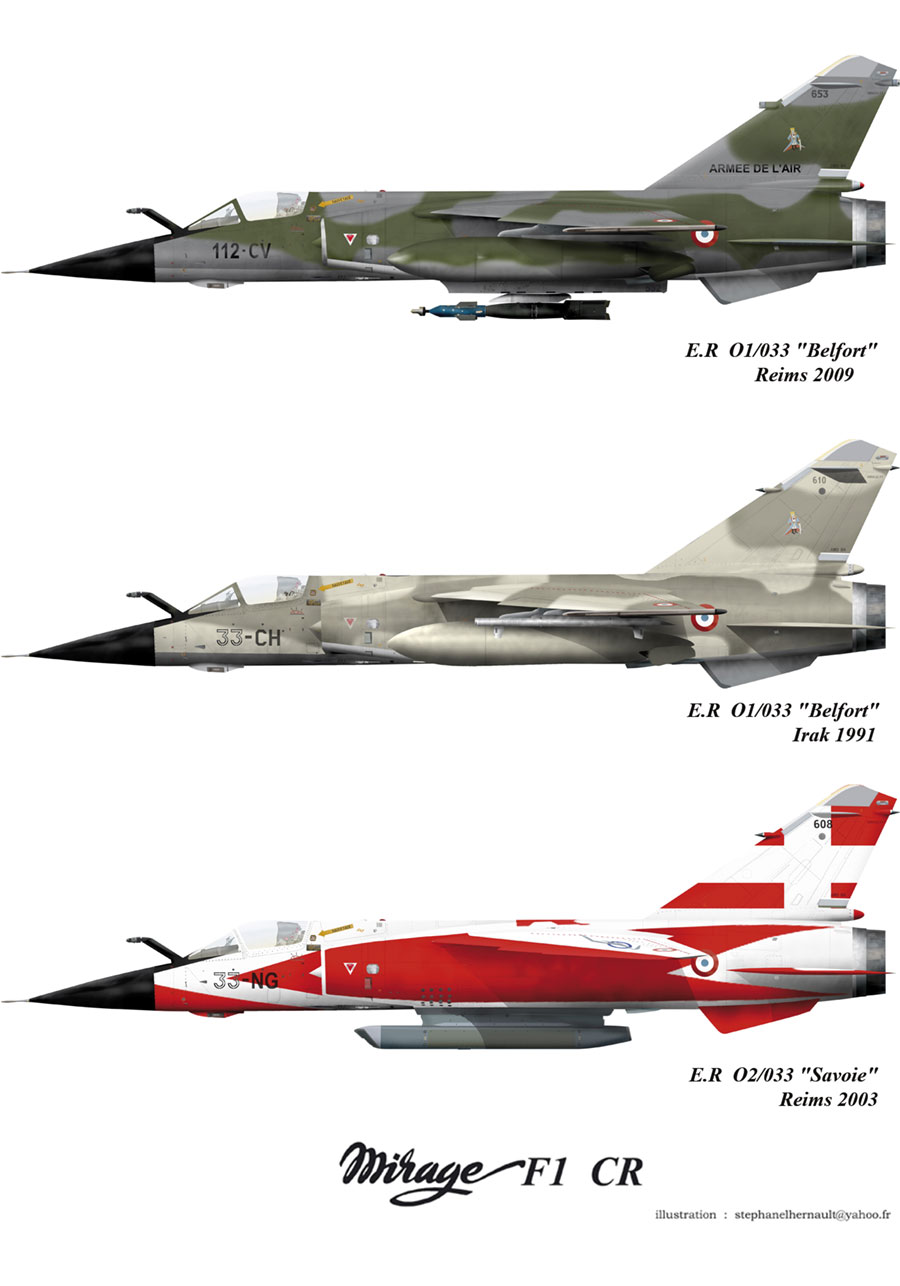
Mirage F1CR Armée de l'air

- Afrique du Sud
  - Force aérienne sud-africaine - L'Afrique du Sud est le tout premier client export du Mirage F1 avec un contrat signé dès 1971. La commande porte sur 48 avions monoplaces : 16 Mirage F1 CZ, très proche de la version de l'armée de l'air française et 32 Mirage F1 AZ, version d'attaque au sol beaucoup plus spécifique. Cette version a la particularité d'avoir une perche de ravitaillement en vol rétractable, adaptation rendue possible par la suppression du radar Cyrano au profit d'un Aïda. Les Mirage F1 sud-africains auront aussi la particularité d’être dotés de souris d'entrée d'air biconiques qui portent la vitesse maximale de l'avion de Mach 2.1 à Mach 2.3. Cette particularité est justifiée par la crainte de devoir affronter les MiG-23 de l'armée de l'air Angolaise[42]. Les appareils sud-africains furent utilisés de 1978 à 1982, durant le conflit frontalier contre l'Angola afin d'affronter les MiG-21 et d'appuyer les troupes au sol. Les Mirage F1 sont réformés en 1992 avec 2 appareils conservés jusqu'en 1996. Certains ont été dotés de moteurs Klimov SMR-95, dérivés des Klimov RD-33 équipant le MiG-29. Ils ont porté la désignation de « Super Mirage F1 ». 8 Mirage F1-AZ sont vendus au Gabon en 2006, puis 2 au Congo en 2010. Quelques-uns ont été revendus à la société sud-africaine Paramount Group[28].

- Équateur

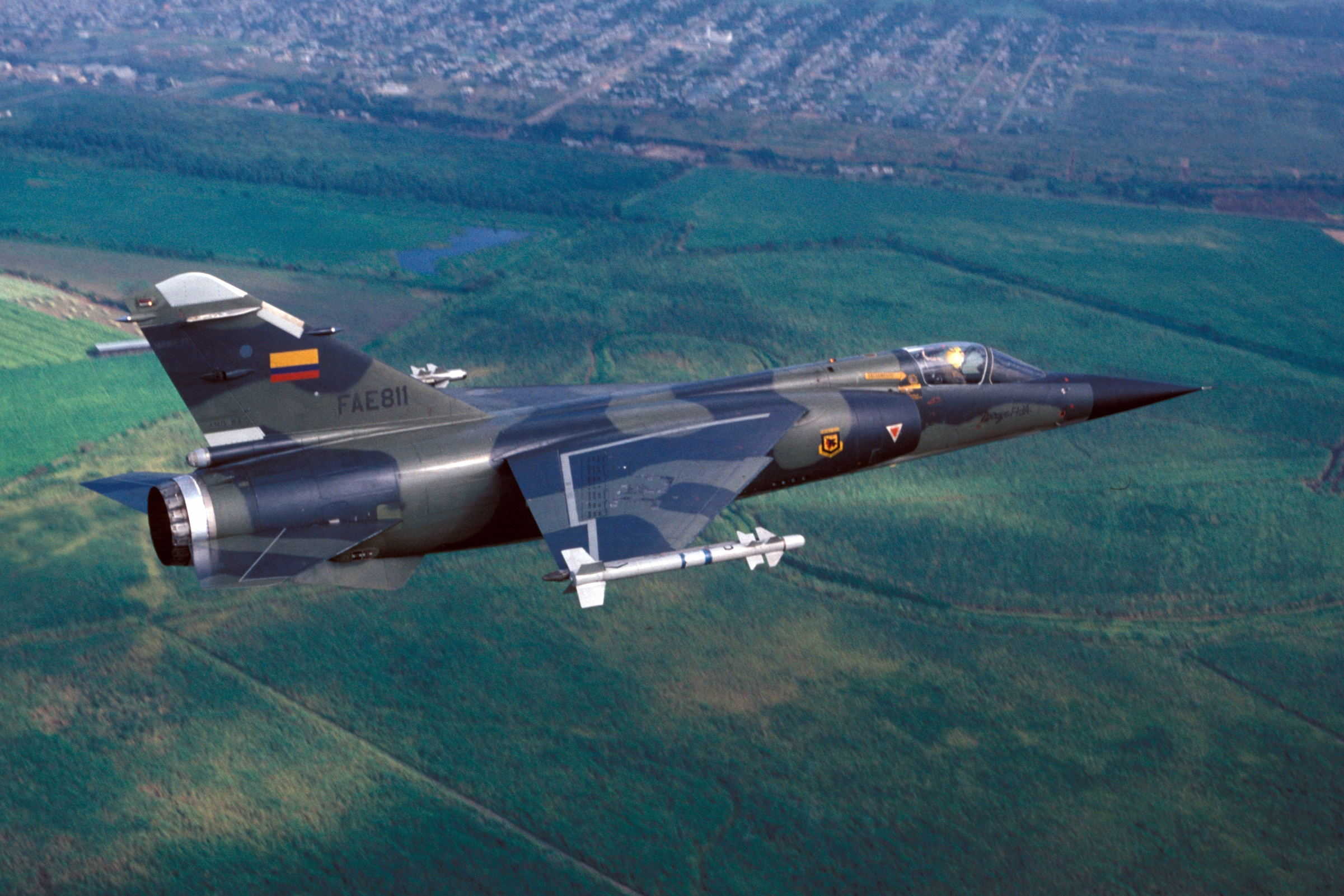
Mirage F1JA équatorien en vol durant l'exercice Blue Horizon 86 en août 1986.

  - Force aérienne équatorienne - 18 avions (16 F1JA et 2 F1JE) reçus en 1977. Les Mirage F1 équatoriens ont été engagés dans des combats aériens contre l'aviation péruvienne au cours des conflits frontaliers entre le Pérou et l'Équateur. 4 Mirage F1JA ont été perdus lors d'accidents. En février 2011, les aéronefs restants sont retirés du service.Mirage F1-M de l'armée de l'air espagnole à Albacete en février 2012.
- Espagne

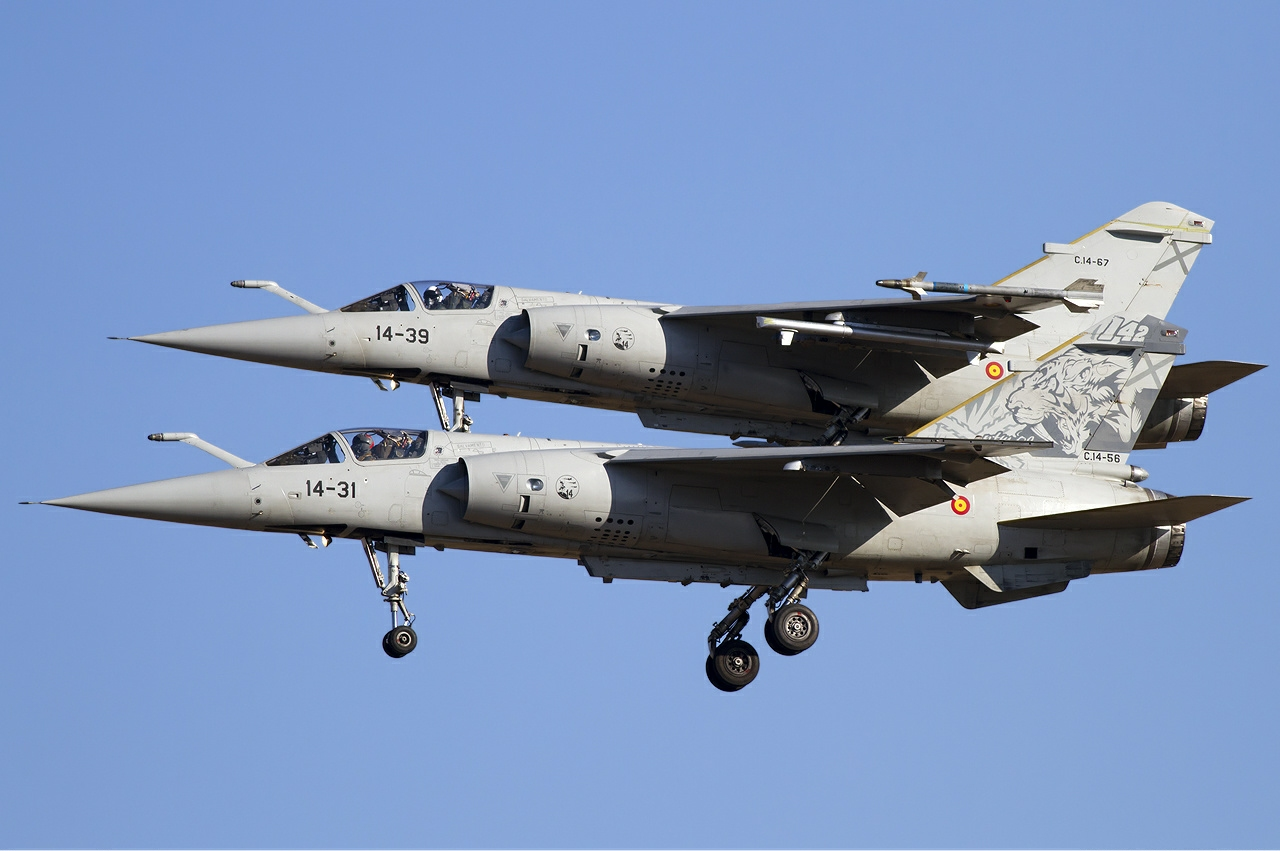
Mirage F1-M de l'armée de l'air espagnole à Albacete en février 2012.

  - Armée de l'air espagnole - Un total de 91 Mirage F1 (désignation locale C.14) ont été réceptionnés par l'armée espagnole entre 1975 et 1997. En 1975, l'Espagne commence à recevoir 73 appareils (6 F1BE, 45 F1CE et 22 F1EE). En 1993, l'aviation espagnole avait perdu un total de 23 appareils au cours d'accidents. Entre 1994 et 1997, elle fait l'acquisition de 11 F1-EDA et 2 F1-DDA qataris, qui seront retirés du service en 2002. Un Mirage F1-DDA sera cédé à la Jordanie en 2006 sous la dénomination F1-DJ. En 1995, 4 F1-C et 1 F1-B sont cédés par la France. En 2002, 53 Mirage F1-BE/-CE/-EE sont modernisés et sont alors renommés Mirage F1-M. Ces appareils basés à la base aérienne de Los Llanos à Albacete ont été retirés du service le 23 juin 2013[43] afin d'être remplacés par le Typhoon. En 2013, l'Espagne a négocié avec l'Argentine pour la vente de 20 Mirage F-1M pour un montant de 221 millions de dollars, sans résultats[44]. En septembre 2017, la société américaine Draken International achète une vingtaine de F1.
- Grèce
  - Force aérienne grecque - 40 Mirage F1CG reçus en 1974. Ils sont retirés et remplacés par les Mirage 2000 en 2003.
- Irak
  - Force aérienne irakienne - D'abord très largement équipée en matériel soviétique, l'armée de l'air Irakienne décide à partir du milieu des années 1970 de diversifier ses sources d'approvisionnement. Le premier contrat, portant sur 32 monoplaces Mirage F1 EQ2 et 4 biplaces BQ est signé par Saddam Hussein (alors vice-président du gouvernement baasiste) fin 1975. L'avion sera accueilli relativement froidement au sein des forces aériennes irakiennes, habituées aux Mig et Sukhoi bien plus rustiques. Par la suite, d'autres contrats vont porter à 129 le nombre de Mirage F1 commandés par l'Irak, faisant de ce pays, le plus gros client de l'avion après l'Armée de l'air française[45]. Les avions se répartissent en plusieurs standards qui seront de plus en plus perfectionnés au point d'en faire les mieux équipés de tous les Mirage F1:
    - EQ2 : avions à cellule courte, sans capacité de ravitaillement en vol.
    - EQ4 : avions à cellule longue, pouvant être ravitaillés en vol et doté de capacités Air/Sol accrues.
    - EQ5 : ajout de la capacité de tir du missile anti-navire AM-39 Exocet.
    - EQ6 : capacité anti-navire accrues. Les derniers exemplaires de cette version ne seront jamais livrés par la France à la suite de l'embargo consécutif à l'invasion du Koweït en 1990. Les 121 avions sur 129 commandés, seront livrés à partir de janvier 1981. 8 resteront bloqués à la suite de l'embargo de 1990. En 1991, 24 Mirage F1 fuirent vers l'Iran afin d'échapper à la campagne de bombardement de la coalition. Ces avions sont saisis et utilisés par les Iraniens à titre de "réparation" pour la guerre Iran-Irak. Les autres furent détruits, abattus en vol ou réformés.
- Jordanie
  - Force aérienne royale jordanienne - 36 Mirage F1 (17 CJ, 17 EJ et 2 BJ) ont été reçus en 1977 afin de remplacer le F-104 Starfighter. En 1991, ils participent à la guerre du Golfe au sein de la coalition internationale. En 2006, 1 Mirage F1-DDA est cédé par l'Espagne et prend la dénomination F1-DJ. Ils quittent le service actif en 2008. En 2010, il a été signalé que l'Argentine pourrait louer douze F1CJ et un F1BJ mais il n'en fut rien.
- Koweït Mirage F1EDA qatari en février 1991 durant l'opération Tempête du Désert.

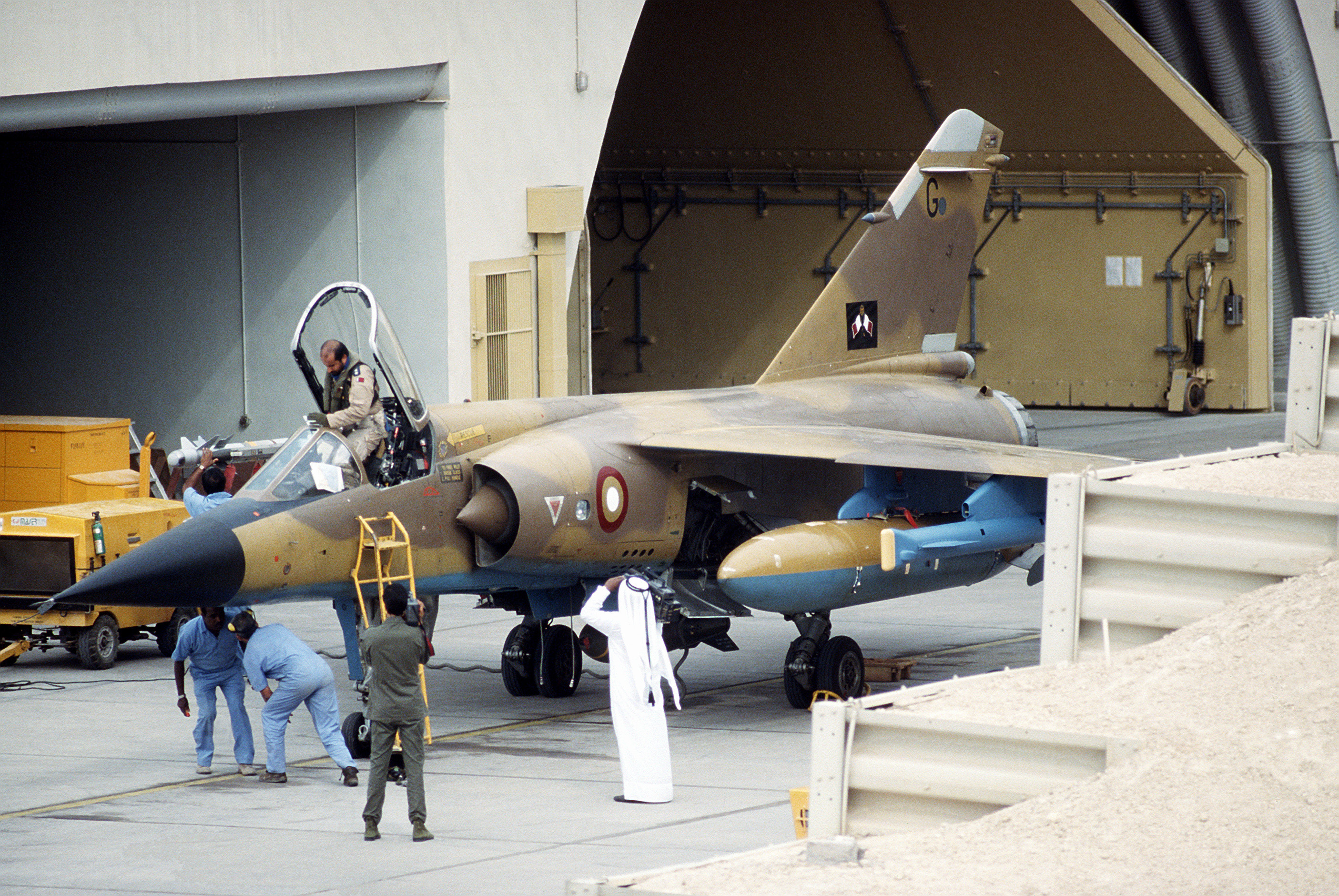
Mirage F1EDA qatari en février 1991 durant l'opération Tempête du Désert.

  - Force aérienne koweïtienne - 33 avions (27 F1CK et 6 F1BK) sont commandés et reçus par l'émirat arabe en 1974. Au cours de l'invasion irakienne du Koweït, les Mirage F1 décollent d'urgence et trouvent refuge en Arabie Saoudite. Ils participent ensuite aux combats de la guerre du Golfe, au côté de la coalition internationale. Ils sont réformés en 2003 et remplacés par le F/A-18 Hornet dès 1993.
- Qatar
  - Force aérienne de l'Émir du Qatar - En 1980, le Qatar commence à réceptionner ses 15 Mirage F1 (13 F1EDA et 2 F1DDA). Cet avion représente le premier chasseur supersonique pour la jeune aviation qatarie. En 1994, afin de s'équiper de Mirage 2000, l'émirat revend 13 appareils à l'Espagne.

## Accidents
- Le 18 mai 1967, le prototype F1-01 s'écrase près de Fos-sur-Mer en raison d'un flottement qui sépare les empennages horizontaux de la cellule. Le pilote René Bigand est tué ;
- Année 1976, deux Mirages de la 5e escadre de chasse s'abordent au lieu-dit « la fontaine du berger » dans le Massif central, dérive contre aile, un pilote s'éjecte et l'autre se pose sans problème sur la base d'Orange ;
- Été 1978, un jeune sergent pilote perd le contrôle à l'atterrissage du Mirage F1 no 209 du 1/5, il s'éjecte hors condition siège et se tue, l'avion s'écrase juste en dehors de la base d'Orange ;
- Été 1979, un Mirage F1 du 2/5 en campagne de tir à Solenzara percute la mer, pas de tentative d'éjection « malaise pilote invoqué » ;
- Année 81/82, deux Mirages du 2/5 s'abordent lors d'une mission de rassemblement de nuit en basse altitude au-dessus de la mer, le pilote abordé s'éjecte mais le deuxième avion explose, pas d'éjection ;
- Année 1981/1982, au cours de manœuvres avec la sixième flotte américaine « exercice DASIX », un Mirage F1 du 1/5 no 215 percute la mer dans des conditions de visibilité difficile, pas d'éjection ;
- Année 1981/1982, le commandant de la 5e escadre s'éjecte à la suite d'une panne réacteur sur un F1 du 2/5 ;
- Année 1985, un F1 biplace s'écrase au cours d'un entraînement voltige alpha sur la base d'Orange, pas d'éjection ;
- Année 1986, un F1 du 1/5 no 263 s'écrase au cours d'une mission dans le massif central , pas d'éjection ;
- Le 15 juillet 1986 un F1 d'une patrouille de 3 Mirages de la base de base aérienne 103 Cambrai-Epinoy s'écrase dans L'Aisne à Brunehamel. Le jeune pilote lieutenant de 24 ans Jean-Paul Denoeux parvient à s'éjecter mais perd la vie sur le coup, ayant choisi une zone non habitée pour s'abîmer ;
- Le 25 septembre 1986, vers 14h, le Mirage F1C no 266 codé 12-KG s'est écrasé à Monchy au Bois, près d'Arras (62). Le pilote indemne, a pu s'éjecter et a été retrouvé à Ablainzevelle, petite commune située à environ dix kilomètres du point d'impact. Source La Voix du Nord, Parution du 26/09/86
- Le 20 mai 1987, trois Mirages F1 français de la 30e escadre de chasse (affectée à la base aérienne 112 Reims-Champagne) s'écrasent dans le massif du Pilat. Volant en formation à basse altitude, par mauvais temps, les avions ont percuté une montagne à quelques kilomètres au nord de Pélussin. Les trois pilotes sont morts[46] ;
- Le 30 mars 1988, un Mirage F1 s'est écrasé dans une forêt à deux kilomètres au sud de la centrale nucléaire Isar (Allemagne). Le pilote est mort sur le coup, et l'incident a provoqué un débat sur la sécurité des centrales nucléaires en cas de chute d'avion[47] ;
- Le 7 décembre 1990, un Mirage F1-CR de la base aérienne 124 Strasbourg-Entzheim engagé dans l'opération Daguet s'écrase accidentellement dans la province d'Al-Hassa en Arabie saoudite[48], le pilote est tué[49] ;
- Le 5 novembre 1991, un Mirage F1-CR de la Base Aérienne 124 Strasbourg-Entzheim "Lieutenant Vasseur" s'écrase à Moussoro (Tchad) lors d'une passe de tir à basse altitude. Le pilote, le Capitaine Louis Chalier, est décédé[50] ;
- Le 8 août 1992 , un Mirage F1C no 102 de la base aérienne 188 Djibouti appartenant a l'Escadron de chasse 4/30 Vexin, l'avion s'est écrasé dans l'eau. Le pilote a réussi à s'éjecter indemne
- Le 1er juin 1995, un Mirage F1-CT de la base aérienne 132 Colmar-Meyenheim s'écrase dans les Vosges, sur le chalet du ski-club de Ranspach, au Markstein[51]. Le pilote est décédé ;
- Le 26 janvier 2001, crash d'un Mirage F1 de la base aérienne 112 Reims-Champagne durant la finale à Al Kharj. Le pilote est tué[52].
- Le 7 février 2001, le pilote d'un Mirage F1-CT français de l'Escadron de chasse 1/30 Alsace (basé sur la base aérienne 132 Colmar-Meyenheim) a été contraint de s'éjecter après un problème de réacteur. L'avion s'est écrasé dans un champ de la commune de Condal (Saône-et-Loire), sans faire de dégât ni de victime. Le pilote est sain et sauf[53] ;
- Le 10 mars 2003, les deux pilotes de la patrouille acrobatique française Voltige Victor (rattachés à l'Escadron de chasse 3/33 Lorraine) se percutent en plein vol à environ 300 mètres d'altitude, lors d'un entraînement au-dessus de la base aérienne 112 Reims-Champagne. Un appareil s'écrase en bout de piste, l'autre dans un champ voisin, les deux pilotes (les lieutenants Guillaume « Patin » Coeffin et Michel « Mitch » Vernat) sont tués sans s'être éjectés[54] ;
- Le 10 mai 2003, un Mirage F1-CT de la base aérienne 132 Colmar-Meyenheim, au retour d'une mission de police du ciel sur Mont-de-Marsan, s'écrase à proximité de la piste, le pilote s'éjecte et est sain et sauf[55] ;
- Le 1er septembre 2006, le pilote d'un Mirage F1-CT français a été contraint de s'éjecter dans la région d'Abéché (Tchad), à la suite d'une collision avec un oiseau. L'avion s'est écrasé au sol, le pilote est sain et sauf[56],[57] ;
- Le 6 décembre 2006, le pilote d'un Mirage F1CT français a été contraint de s'éjecter au-dessus de l'Algérie lors d'un vol de convoyage entre Ndjamena et la France. L'avion s'est écrasé au sol, le pilote est sain et sauf[57],[58],[59] ;
- Le 5 avril 2007, le pilote d'un Mirage F1CT français a été contraint de s'éjecter dans la région de Faya-Largeau (Tchad) lors d'une mission de reconnaissance. L'avion s'est écrasé au sol, le pilote est sain et sauf[60],[61] ;
- Le 19 juin 2008, deux pilotes français de l'escadron de chasse 1/30 Alsace se sont éjectés de leur Mirage F1 B, devenu incontrôlable presque immédiatement après son atterrissage sur la base aérienne 132 Colmar-Meyenheim. L'avion est sorti de la piste et a défoncé un grillage avant de s'immobiliser un peu plus loin[62] ;
- Le 20 janvier 2009, deux Mirage F1 espagnols de l'Ala 14 se sont percutés lors d'un entraînement dans les environs d'Albacete (Espagne). Les trois pilotes (2 capitaines et 1 lieutenant) ont perdu la vie dans cette collision[63],[64] ;
- Le 8 avril 2010, un Mirage F1 CT de l'escadron de chasse 2/33 Savoie, stationné sur la base aérienne 112 Reims-Champagne est visiblement victime d'un problème technique et s'écrase près d'Orléans. Le pilote est sain et sauf. Après avoir tenté, sans succès, de se poser sur la base aérienne d'Orléans Bricy, il est parvenu à s'éjecter et à faire s'écraser son appareil dans une zone non habitée[57],[65] ;
- Le 17 août 2015, un Mirage F1 des Forces royales marocaines s'est écrasé, à 6 km au sud de la base aérienne de Sidi Slimane, indique un communiqué du Service Presse de l'Inspection Générale des FAR. De retour d'une mission d’entraînement, l'appareil qui s'apprêtait à l'atterrissage a eu une collision avec un essaim d'oiseaux de grande taille qui a causé l'extinction de son moteur. S'étant éjecté, le pilote est sain et sauf, le crash a eu lieu dans une zone inhabitée[66].
- Le 2 juin 2016, un des deux F1 ED en service à cette date dans la Force aérienne libyenne est victime d'une défaillance de la pompe à carburant et s'écrase à 30 km de Syrte. Le pilote s'est éjecté sain et sauf[67].
- Le 21 janvier 2019, un Mirage F1 MF2000 des Forces royales air marocaines s'est écrasé dans la province de Taounate lors d'une mission d’entraînement. Le pilote s'est éjecté sain et sauf[68].
- Le 24 mai 2021, un Mirage F1 de Draken International s'est écrasé près de la base aérienne Nellis au Nevada. Le pilote s'est éjecté mais est décédé[69].

## Appareils préservés

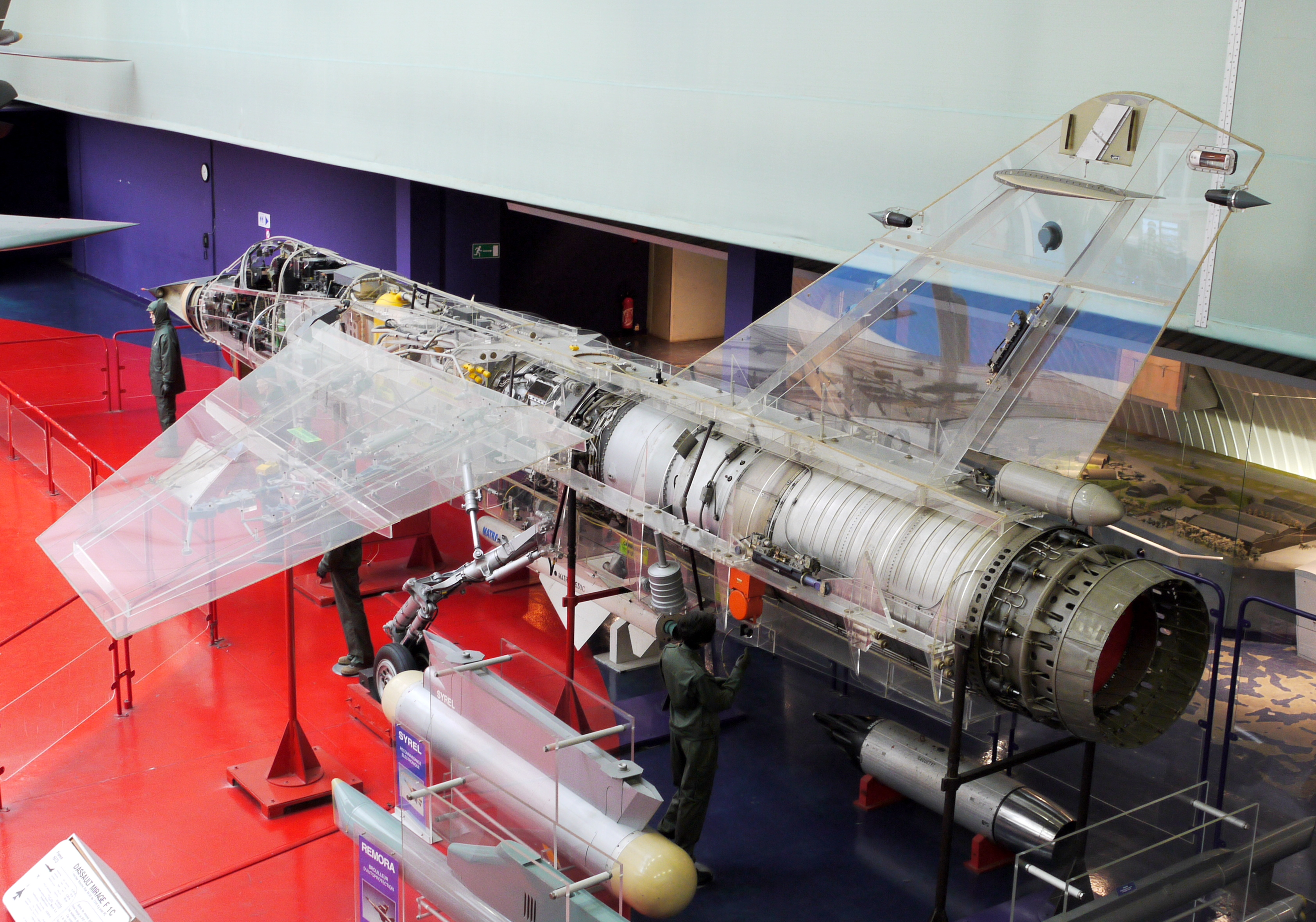
Mirage F1C Cristal exposé au Musée de l'air et de l'espace du Bourget.

- Mirage F1 C CRISTAL, maquette d'aménagement, préservé au Musée de l'air et de l'espace du Bourget[70] ;
- Mirage F1 BQ no 16 '4656', préservé depuis 2008 par le Conservatoire de l'air et de l'espace d'Aquitaine[71] ;
- Mirage F1 B no 501 conservé sous hangar au musée de l'air et de l'espace du Bourget.
- Mirage F1 B no 505 préservé depuis 2006 par le musée européen de l'aviation de chasse de Montélimar[72] ;
- Mirage F1 C no 9 exposé au Château de Savigny-lès-Beaune ;
- Mirage F1 C no 20 préservé par Musée de l'épopée de l'industrie et de l'aéronautique à Albert (Somme) ;
- Mirage F1 C no 37 préservé par le musée européen de l'aviation de chasse de Montélimar[73] ;
- Mirage F1 C no 85 préservé à l'aéroclub vauclusien sur l'aéroport d'Avignon Provence ;
- Mirage F1 C no 100 exposé au Musée royal de l'Armée et de l'Histoire militaire ;
- Mirage F1 C no 101 exposé depuis 2008 sur un pylône aux Andelys (Eure) ;
- Mirage F1 C no 103 préservé par l'association "Les amis de la 5e escadre" à Orange[74];
- Mirage F1 C no 206 préservé depuis 2019 par le musée de l'aviation de Saint-Victoret[75] ;
- Mirage F1 CT no 220 préservé depuis 2020 à Excenevex par les Ailes Anciennes Haute-Savoie[76] ;
- Mirage F1 CT no 235 préservé par le musée européen de l'aviation de chasse de Montélimar[77] ;
- Mirage F1 CT no 238 préservé par l'association "Les amis de la 5e escadre" à Orange[78];
- Mirage F1 CT no 253 en provenance de l'escadrille Normandie-Niémen est depuis septembre 2020 au musée de l'aviation de Warluis dans l'Oise[79] ;
- Mirage F1 CT no 261 exposé depuis 2018 aux Ailes Anciennes Toulouse[80] ;
- Mirage F1 EQ6/30 maquillé en F1C no 264 préservé au Musée de l'aviation de Lyon-Corbas[81]
- Mirage F1 CR no 613 préservé à l'Musée de l'aviation de Lyon-Corbas[81]  Faux -> le CR613 Vendu à ATAC en 2017
- Mirage F1 EQ6/27 '4662', préservé par le Conservatoire de l'air et de l'espace d'Aquitaine[82].

## Dans la fiction
Le Mirage F1 est mis en scène dans les jeux vidéo et autres simulateurs suivants :
- Lock On (add-on)
- DCS World (add-on officiel développé par Aerges)
- Flight Simulator X (add-on)
- Operation Flashpoint (add-on)
- ArmA Armed Assault (add-on)
- ARMA II (add-on)
- Wargame: AirLand Battle
- Tom Clancy's H.A.W.X
- Tom Clancy's H.A.W.X 2
- Ace Combat
- War Thunder (F1 C, F1C-200 et F1 CT)
- Metalstorm (2023) (probablement un F1 C-200)

Le prototype du Mirage F1 apparaît aussi dans le roman L'avion qui tuait ses pilotes   écrit par Jean-Michel Charlier contenant des illustrations de Jijé publié en 1971 dans la collection « Bibliothèque verte ». Ce roman sera adapté en bande dessinée en 2017 dans la série  Tanguy et Laverdure Classic dans laquelle est donc visible le Mirage F1. Dans cette histoire, il est question du crash d'un F1 en mer au large de la Camargue, lors d'une campagne d'essai à Istres. Il est assez probable que Jean-Michel Charlier se soit inspiré du crash du chef pilote de Dassault, René Bigand, dans la même zone et au départ du même terrain quatre ans auparavant.
Dans le film Airport 80 Concorde ( titre original The Concorde... Airport '79) avec Alain Delon : deux mirages F1 français abattent un chasseur  F-4 Phantom II,  que le trafiquant d'arme Harrison avait envoyé pour abattre le Concorde dans le quel se trouvait sa maitresse qui détenait des dossiers compromettants sur lui. 

### Aéronefs comparables
- F-16 : concurrent pour le programme de renouvellement de la flotte de chasse de l'OTAN
- F-15E Strike Eagle
- F-111 Aardvark
- MiG-27
- Sukhoi Su-24
- F-14 Tomcat
- Xian JH-7

### Ordre de désignation
- Mirage III - Mirage IV - Mirage 5 - Mirage F1 - Mirage G/G4/G8 - Mirage 2000 - Mirage 4000 -